# 215044 Joãoalves
(215044) Joãoalves, denumire internațională (215044) Joaoalves, este un asteroid din centura principală de asteroizi.

## Descriere
215044 Joãoalves este un asteroid din centura principală de asteroizi. A fost descoperit pe 20 februarie 2009 la Calar Alto de Felix Hormuth. Asteroidul prezintă o orbită caracterizată de o semiaxă mare de 2,42 ua, o excentricitate de 0,14 și o înclinație de 0,9° în raport cu ecliptica.